# Пеннант, Томас
Томас Пеннант (англ. Thomas Pennant) — валлийский натуралист, орнитолог, зоолог и исследователь старины.

## Биография
Он родился в валлийской дворянской семье, у которой в XVIII веке была большая помещичья усадьба в Бихтоне. В 1724 году отец Давид Пеннант принял от кузена также соседнее имущество в Даунинге. Томас получил раннее образование в гимназии в Рексеме. В 1744 году он поступил в Королевский колледж в Оксфорде, чтобы затем сменить его на колледж Oriel (колледж Оксфордского университета). Как и многие студенты из состоятельных семей он покинул колледж в 1771 году без диплома. Томас Пеннант рассказывал позже, что в возрасте двенадцати лет он почувствовал своё призвание естествоиспытателя, которое усилилось не в последнюю очередь благодаря книге орнитолога Фрэнсиса Виллоби. Он путешествовал по всему свету с различными зоологами, такими как Уильям Борлейз, и помогал им в их исследованиях. В 1757 году по ходатайству Карла фон Линнея он был принят в Королевское общество наук в Уппсале. В 1766 году он опубликовал первую часть своей книги «British Zoology». Во время этой работы он посетил европейский континент и познакомился с Жоржем-Луи Леклерк де Бюффоном, Вольтером, Альбрехтом фон Галлером и Петером Симоном Палласом.

## Труды
- British Zoology. 1766
- Synopsis of Quadrupeds. 1771
- Genera of birds. 1773, Online
- Tour in Wales. 1778
- Journey to Snowdon I. & II. 1781 & 1783
- Journey from Chester to London. 1782
- Arctic Zoology. 1785—1787
- Account of London. 1790
- Literary Life of the late T. Pennant. 1793
- The Natural History and Antiquities of Selborne. 1793 (вместе с Гилбертом Уайтом)
- Outlines of the Globe I., II., III. & IV. — 1798 & 1790